# Seren del Grappa
Seren del Grappa ist eine nordostitalienische Gemeinde (comune) mit 2321 Einwohnern (Stand 31. Dezember 2023) in der Provinz Belluno in Venetien. Die Gemeinde liegt etwa 38 Kilometer südwestlich von Belluno am Stizzon. Seren del Grappa grenzt unmittelbar an die Provinzen Treviso und Vicenza. Bis 1923 hieß die Gemeinde allein Seren.